# Mycosphaerella pulsatillae
Mycosphaerella pulsatillae är en svampart som tillhör divisionen sporsäcksvampar, och som först beskrevs av Lasch, och fick sitt nu gällande namn av Johanson. Mycosphaerella pulsatillae ingår i släktet Mycosphaerella, och familjen Mycosphaerellaceae. Arten är reproducerande i Sverige.